# Tor Nilsson
Tor Folke René Nilsson (Lund, 20 marzo 1919 – Lund, 13 aprile 1989) è stato un lottatore svedese, specializzato nella lotta greco-romana.

## Palmarès
- Giochi olimpici

Londra 1948: argento nella lotta greco-romana pesi massimi.